# Anders Nilsson (Stadtplaner)

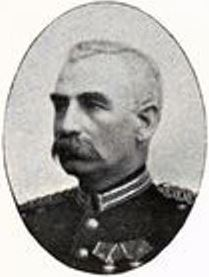
Anders Nilsson

Anders Nilsson (* 1844 nahe Trelleborg; † 1936) war ein schwedischer Offizier, Ingenieur, Stadtplaner und Politiker.
Nach einer Ausbildung als technischer Grundschullehrer in Malmö besuchte Nilsson 1878–80 die Kriegsschule Karlberg und brachte es bis zum Major der Infanterie. In der Folge arbeitete er als Eisenbahningenieur und war 1898–1920 Stadtingenieur von Malmö. Als solcher folgte er den Ideen des österreichischen Stadtplaners Camillo Sitte, mit kurvigen Straßenverläufen und unregelmäßigen Wohnblöcken anstatt regelmäßiger Rasterbebauung. Nur ein geringer Teil seiner umfassenden Planungsvorstellungen wurde verwirklicht.
Die Baltische Ausstellung 1914 gab aber Anlass zur Realisierung einiger seiner Großvorhaben, etwa des Pildammsparks. Nach Nilsson ist eine Straße in Malmö benannt.

## Werke
- Anders Nilsson: Minnen och anteckningar av en 85-åring, Malmö 1929

| Personendaten    | Personendaten                                               |
| ---------------- | ----------------------------------------------------------- |
| NAME             | Nilsson, Anders                                             |
| KURZBESCHREIBUNG | schwedischer Offizier, Ingenieur, Stadtplaner und Politiker |
| GEBURTSDATUM     | 1844                                                        |
| GEBURTSORT       | bei Trelleborg                                              |
| STERBEDATUM      | 1936                                                        |